# Emanuelle Araújo
Emanuelle Araújo (født 21. juli 1976 i Salvador, Brasilien) er en brasiliansk skuespiller.